# Yeoryios Rubanis
Yeoryios Rubanis (en griego: Γεωργιος Ρουμπανη), (Trípoli, 15 de agosto de 1929-11 de febrero de 2025) fue un atleta griego. Ganó la medalla de bronce en salto con pértiga durante los Juegos Olímpicos de Melbourne 1956. Dejó el atletismo en 1961.